# کوداهاگالا
کوداهاگالا (به لاتین: Kudahagala) یک کوه در سری‌لانکا است که در ناحیه نووارا الییا واقع شده‌است.